# Bowden-Gletscher
Der Bowden-Gletscher ist ein Gletscher in der Royal Society Range des Transantarktischen Gebirges im ostantarktischen Viktorialand. Er fließt entlang der Südostseite des Salient Ridge in nordöstlicher Richtung zum Blue Glacier.
Das New Zealand Geographic Board benannte ihn 1994 nach dem neuseeländischen Politiker Charles Moore Bowden (1886–1972), Vorsitzender des Ross Sea Committee zur Organisation der neuseeländischen Beteiligung an der Commonwealth Trans-Antarctic Expedition (1955–1958).